# Рейчъл Капелке-Дейл
Рейчъл Капелке-Дейл (на английски: Rachel Kapelke-Dale) е американска писателка на произведения в жанра социална драма, романтичен трилър, мемоари и документалистика.

## Биография и творчество
Рейчъл Капелке-Дейл е родена в Милуоки, Уисконсин, САЩ. В продължение на много години прекарва в интензивно балетно обучение. Получава бакалавърска степен по история на изкуството от университета „Браун“ през 2007 г. и магистърска степен от университета Париж-VII: Дени Дидро през 2011 г. За периода на следването си и следдипломните си години, заедно с Джесика Пан, пишат епистоларната мемоарна книга „Завършилите в страната на чудесата“, която е издадена през 2014 г. Приятелки от университета „Браун“, Рейчъл следва в Париж, а после работи в Ню Йорк, а Джесика следва в Ню Йорк, а после работи в Пекин, докато накрая се събират в Лондон.
Пише класическа холивудска сатира като колумнист за „Венити Феър“, и пътеписи и лични есета за „Рефинери29“ и „Хъфпоуст“, особено за Париж и Лондон. Съ-водещ е на подкаста We’ll Always Have Paris. Рейчъл получава докторска степен по филмография в Центъра за мултидисциплинарни и междукултурни изследвания на Лондонския университетски колеж.
Първият ѝ роман „Балерините“ е издаден през 2021 г. След десетилетие прекарано в Санкт Петербург, в родния Париж с разбито сърце се завръща Делфин Леже, бивша балерина, а сега хореографка в Парижката опера. За да се отърве от минали грехове се опитва да спечели отново двете си приятелки от балетното училище, Марго и Линдзи, а в срещите със спомените се намесват и минали любовни връзки. Заедно с човешките взаимоотношения се показва и непознатия свят на балета, който се движи по собствени сурови и безкомпромисни правила.
Рейчъл Капелке-Дейл живее в Париж.

## Произведения

### Самостоятелни романи
- The Ballerinas (2021)[1][2][3][4]
Балерините, изд. „Кръг“ (2023), прев. Мариана Христова
- The Ingenue (2022)
- The Fortune Seller (2024)

### Документалистика
- Graduates in Wonderland (2014) – с Джесика Пан, мемоари[1][2][3][4]